# تیم ملی فوتبال ساحلی عراق
تیم ملی فوتبال ساحلی عراق نماینده عراق در مسابقات بین‌المللی فوتبال ساحلی و یکی از تیم‌های فوتبال ساحلی آسیای است.